# Oenothera heterophylla
Oenothera heterophylla är en dunörtsväxtart. Oenothera heterophylla ingår i släktet nattljussläktet, och familjen dunörtsväxter.

## Underarter
Arten delas in i följande underarter:
- O. h. heterophylla
- O. h. orientalis